# Eulithis pseudoledereri
Eulithis pseudoledereri är en fjärilsart som beskrevs av Leo Schwingenschuss 1939. Eulithis pseudoledereri ingår i släktet Eulithis och familjen mätare. Inga underarter finns listade i Catalogue of Life.